# Fagonia socotrana
Fagonia socotrana är en pockenholtsväxtart som först beskrevs av Isaac Bayley Balfour, och fick sitt nu gällande namn av Georg August Schweinfurth. Fagonia socotrana ingår i släktet Fagonia och familjen pockenholtsväxter. Utöver nominatformen finns också underarten F. s. luntii.